# Christer Boberg
Erik Christer Boberg, född 27 januari 1970 i Falun, är en svensk poet. Han debuterade på bokförlaget Trombone 2007 med diktsamlingen Sekvensen om pappersblomman.
Även publicerad i litteraturtidskrifter som Ariel, BLM, Komma, POEM och Agamemnon. Urval av Christer Bobergs dikter finns översatta till spanska, turkiska, kroatiska, ungerska och engelska.
Boberg är även verksam som litteraturkritiker, ljudkonstnär och bibliotekarie. 